# العروقة (طور الباحة)

تعديل مصدري - تعديل

العروقة هي إحدى قرى عزلة طور الباحة بمديرية طور الباحة التابعة لمحافظة لحج، بلغ تعداد سكانها 135 نسمة حسب تعداد اليمن لعام 2004.